# Beckmann-omlegging
De beckmann-omlegging is een reactie in de organische chemie waarmee een oxime omgezet wordt in een amidederivaat, onder invloed van een zuur (PCl5, H2SO4, oleum e.d.). Het is een isomerisatiereactie (meer bepaald een omlegging), want het oxime en amide hebben dezelfde brutoformule. Het algemene reactieschema is als volgt:
De reactie is vernoemd naar de Duitse chemicus Ernst Beckmann, die ze in 1886 beschreef.
Het oxime kan een ringvormige structuur hebben; R en R' in bovenstaande reactie zijn dan de uiteinden van de ring. Een industrieel belangrijk voorbeeld hiervan is de productie van caprolactam uit cyclohexanonoxime in aanwezigheid van zwavelzuur:
Caprolactam is een belangrijke grondstof voor kunstvezels (nylon).

## Reactiemechanisme
Het algemeen aanvaarde mechanisme van de beckmann-omlegging is als volgt: in eerste instantie wordt de hydroxylgroep van het oxime geprotoneerd door het zuur. Water wordt afgesplitst en een alkylgroep (R) migreert naar het stikstofatoom. Er ontstaat een transitie-ion dat een nucleofiel (water) vangt en een proton weer afstaat aan het zuur. Uiteindelijk gebeurt er nog een isomerisatie: het stikstofatoom wordt geprotoneerd en zo ontstaat het amide.